# Ōshima Sadamasu

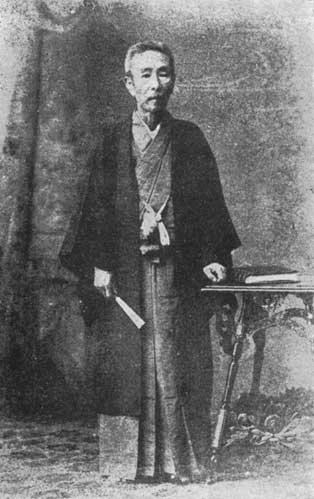
Ōshima Sadamasu

Ōshima Sadamasu (japanisch 大島 貞益; geboren 14. März 1845 in Ōyabu (Provinz Tajima); gestorben 19. Oktober 1914) war ein japanischer Ökonom. Er ist vor allem neben Inukai Tsuyoshi (1855–1932) als einer der beiden großen Befürworter des protektionistischen Handels bekannt und wird daher auch „Der List Japans“ genannt.

## Leben und Wirken
Ōshima Sadamasu studierte  in seiner Heimatstadt chinesische Literatur, ging dann aber nach Edo, wo er unter Mitsukuri Rinshō Englisch lernte. Er war ein Befürworter der „Sonnō jōi“–Bewegung, die sich für die Wiederherstellung der Rechte des Kaisers einsetzte.
Nach der Meiji-Restauration 1868 trat Ōshima im Juli 1868 in die neue Regierung ein und engagierte sich in der Übersetzungsarbeit. 1878 schied er jedoch aus  und war von 1984 bis 1887 Rektor der „Maebashi Junior High School der Präfektur Gunma“ (群馬県立前橋中学校, Gumma kenritsu Maebasji chūgakkō). Anschließend widmete er sich – nicht sehr gesund –  bis zu seinem Tod 1914 dem Schreiben und Übersetzen. Seine Übersetzungen umfassen nicht nur Politik, Recht und Wirtschaft, sondern auch Religion, Geschichte, Geografie, Biografie und Technik, wobei vor allem „Rìbēnsī-cho Kaheisetsu“ (日奔斯著貨幣説) – „Geldtheorie von Jevons“ (1883) und „Rishi Keizai-ron“ (李氏経済論) – „Lists Wirtschaftstheorie“ (1889) zu nennen sind. Die „Wirtschaftstheorie“ ist eine Übersetzung aus der englischen Übersetzung von Lists Werk „Das nationale System der politischen Ökonomie“ (1841).
Zu Ōshimas Hauptwerken gehören „Jōsei-ron“ (情勢論) – „Situationstheorie“ (1891) und „Keizai Sanron“ (経済纂論) – „Wirtschaftstheorie“ (1900). Der Ökonom Hori Tsuneo (堀 経夫; 1896–1981) beschrieb Ersteres als ein Werk, dass „die scharfen Schwerter des Protektionismus, die ins Herz des Liberalismus schnitten“ aufzeigt, aber damals dachte man in Japan, es sei eine gute Möglichkeit, die heimische Industrie zu fördern. Um diesen Anspruch zu verwirklichen, gründete Ōshima mit dem Geschäftsmann und Politiker Tomita Tetsunosuke (富田 鉄之助; 1835–1916) und anderen die „National Economic Association“ (国家経済会, Kokka keizai-kai) und fungierte als ihr Sekretär.